# مرجان فرشی
مرجان فرشی(نام علمی: Zoanthus) نام یک سرده از راسته فرش‌مرجان‌سانان است.